# Idaea distinctaria
Idaea distinctaria là một loài bướm đêm trong họ Geometridae.